# Hana Taguchi
Hana Taguchi (田口華, Taguchi Hana, Nagano, 4 de Março de 2000) é uma idol, cantora, modelo e atriz japonesa. Ela é representada pela agência de talentos Amuse e integrou os grupos Sakura Gakuin e Pastel Wind, subgrupo de Sakura Gakuin, formados por essa agência. Atualmente Taguchi integra o grupo HGS (acrônimo de Harajuku Girls School), juntamente de Marina Horiuchi e Yunano Notsu.

## Biografia
Em 2008, foi vice-campeã como leitora modelo pela revista Pucchigumi, da Shogakukan.[carece de fontes?] Foi vice-campeã na audição Garota Ciao 2009, realizada pela revista Ciao, quando Taguchi assinou com a agência de talentos Amuse. Em julho de 2011, tornou-se integrante do grupo idol Sakura Gakuin, juntamente à Rinon Isono, além de tornar-se integrante de seu subgrupo Minipati. Em 2013, Taguchi colaborou com o grupo idol Idoling!!! como estudante cambista do Sakura Gakuin na canção "Milky Girl", lançada com o single "Summer Lion". Em abril de 2014, Licca-chan, uma marca de bonecas Japonesa, fez sua estreia com o grupo idol HGS (Harajuku Girls School) com o single "Mignon☆Papillon", e Taguchi integrou o grupo com o papel de TUBASA nas canções e apresentações ao vivo. Em maio de 2014 tornou-se a Presidente de Ânimo do grupo Sakura Gakuin. Em 29 de março, Sakura Gakuin realizou o concerto anual de graduação, The Road to Graduation 2014 Final ~Sakura Gakuin 2014 Nendo Sotsugyo~, onde Taguchi, juntamente de Moa Kikuchi, Yui Mizuno e Yunano Notsu, deixou o grupo.

## Detalhes pessoais
Em novembro de 2014, a altura de Taguchi era 1,60cm.
O grupo idol favorito de Taguchi é Perfume.

## Afiliações
- Sakura Gakuin (2011–2015)
  - Minipati (subgrupo de Sakura Gakuin; 2011–2015)
  - Pastel Wind (subgrupo de Sakura Gakuin; 2012–2014)
- HGS (2014–atualmente)

## Discografia

### Sakura Gakuin
Álbuns
1. Sakura Gakuin 2010 Nendo ~message~ (27 de abril de 2011)
2. Sakura Gakuin 2011 Nendo ~Friends~ (21 de março de 2012)
3. Sakura Gakuin 2012 Nendo ~My Generation~ (13 de março de 2013)
4. Sakura Gakuin 2013 Nendo ~Kizuna~ (12 de março de 2014)
5. Sakura Gakuin 2014 Nendo ~Kimi ni Todoke~ (25 de março de 2015)

Singles
1. "Yume ni Mukatte / Hello! Ivy" (8 de dezembro de 2010)
2. "Friends" (23 de novembro de 2011)
3. "Verishuvi" (21 de dezembro de 2011)
4. "Tabidachi no Hi ni" (12 de fevereiro de 2012)
5. "Wonderful Journey" (5 de setembro de 2012)
6. "My Graduation Toss" (27 de fevereiro de 2013)
7. "Ganbare!!" (9 de outubro de 2013)
8. "Jump Up ~Chiisana Yuki~" (12 de fevereiro de 2014)
9. "Heart no Hoshi" (22 de outubro de 2014)
10. "Aogeba Totoshi ~from Sakura Gakuin 2014~" (4 de março de 2015)

### HGS
Singles
1. "Mignon☆Papillon" (16 de abril de 2014)
2. "ONE CHECK SWEETNESS" (16 de julho de 2014)
3. "Mignon☆Papillon/ONE CHECK SWEETNESS" (2 de agosto de 2014)

### Outros
Idoling!!!
- "Summer Lion" (single) - participação na canção "Milky Girl", faixa 3 da edição limitada C (7 de agosto de 2013)

## Filmografia

### Doramas televisivos
| Título                       | Episódios / Datas de transmissão             | Empresa transmissora | Papel       |
| ---------------------------- | -------------------------------------------- | -------------------- | ----------- |
| Tokidoki Mayomayo (時々迷々) | "Tatakae Saikyō Otōsan" / 27 de maio de 2011 | NHK Educational TV   | Akira Ōkawa |

### Comerciais
- Nishimatsuya Chain Co., Ltd. - 7days Fashion2011 Autumn (setembro de 2011)
- Nishimatsuya Chain Co., Ltd. - 7days Fashion2011 Winter (novembro de 2011)
- Ciao (novembro de 2011; agosto de 2012; janeiro de 2013)